# Liste der politischen Parteien in Italien
In Italien existieren zahlreiche politische Parteien, die zumeist in verschiedenen Allianzen organisiert sind. Die beiden größten Allianzen sind das Mitte-links-Bündnis und das Mitte-rechts-Bündnis, welche respektiv von dem Partito Democratico unter Enrico Letta beziehungsweise der Lega Nord unter Matteo Salvini angeführt werden. Von der großen Anzahl der aktiven Parteien sind aktuell sechs (ausgenommen die Regionalparteien) im italienischen Parlament vertreten.

## Großparteien
| Name                | Kürzel | Ausrichtung                                               | Vorsitzender      | Anmerkungen                                                                                |
| ------------------- | ------ | --------------------------------------------------------- | ----------------- | ------------------------------------------------------------------------------------------ |
| Fratelli d’Italia   | FdI    | nationalkonservativ, rechtspopulistisch, postfaschistisch | Giorgia Meloni    | Mitte-rechts-Koalition (2022)                                                              |
| Lega                | Lega   | föderalistisch, regionalistisch, rechtspopulistisch       | Matteo Salvini    | Seit Salvinis Parteivorsitz, strategische Neuausrichtung Mitte-rechts-Koalition (2022)     |
| Partito Democratico | PD     | sozialliberal, sozialdemokratisch, linkskatholisch        | Elly Schlein      | Zusammenschluss von Democratici di Sinistra und La Margherita Mitte-links-Koalition (2022) |
| Movimento 5 Stelle  | M5S    | populistisch                                              | Giuseppe Conte    |                                                                                            |
| Forza Italia        | FI     | liberalkonservativ, liberal, christdemokratisch           | Antonio Tajani    | Nachfolger von Popolo della Libertà Mitte-rechts-Koalition (2022)                          |
| Azione              | A      | Liberal                                                   | Carlo Calenda     | 2019 von der PD abgespalten; Wahlbündnis Azione - Italia Viva.                             |
| Italia Viva         | IV     | Liberal                                                   | Matteo Renzi      | 2019 von der PD abgespalten; Wahlbündnis Azione - Italia Viva.                             |
| Europa Verde        | EV     | Grüne Politik                                             | Angelo Bonelli    | Nachfolger von Federazione dei Verdi; Wahlbündnis Alleanza Verdi e Sinistra.               |
| Sinistra Italiana   | SI     | demokratisch-sozialistisch, öko-sozialistisch             | Nicola Fratoianni | Nachfolger von Sinistra Ecologia Libertà; Wahlbündnis Alleanza Verdi e Sinistra.           |

## Kleinparteien

### Im Parlament vertreten
| Name                   | Kürzel | Ausrichtung                                     | Vorsitzender           | Anmerkungen                                                                               |
| ---------------------- | ------ | ----------------------------------------------- | ---------------------- | ----------------------------------------------------------------------------------------- |
| Articolo Uno           | Art. 1 | sozialdemokratisch, progressivistisch           | Roberto Speranza       | Abspaltung von Partito Democratico und Sinistra Italiana Koalition Liberi e Uguali (2018) |
| Cambiamo!              | C!     | liberalkonservativ                              | Giovanni Toti          | Wahlbündnis Noi Moderati (2022) Mitte-rechts-Koalition                                    |
| Centristi per l’Europa | CpE    | zentristisch, christdemokratisch                | Pierferdinando Casini  | Wahlbündnis Civica Popolare (2018) Mitte-links-Koalition                                  |
| Centro Democratico     | CD     | sozialliberal, linkskatholisch                  | Bruno Tabacci          | Wahlbündnis Più Europa (2018) Mitte-links-Koalition                                       |
| Coraggio Italia        | CI     | liberalkonservativ, liberal, christdemokratisch | Luigi Brugnaro         | Wahlbündnis Noi Moderati (2022) Mitte-rechts-Koalition                                    |
| Noi con l’Italia       | NcI    | christdemokratisch, liberalkonservativ          | Maurizio Lupi          | Wahlbündnis Noi Moderati (2022) Mitte-rechts-Koalition                                    |
| Più Europa             | +E !   | Linksliberalismus, Radikalismus, proeuropäisch  | Benedetto Della Vedova | Zusammenschluss von Radicali Italiani und Forza Europa Mitte-rechts-Koalition             |
| Unione di Centro       | UDC    | christdemokratisch                              | Lorenzo Cesa           | Wahlbündnis Noi Moderati (2022) Mitte-rechts-Koalition                                    |

### Nicht im Parlament vertreten
| Name                                          | Kürzel | Ausrichtung                                | Vorsitzender                  | Anmerkungen |  |
| --------------------------------------------- | ------ | ------------------------------------------ | ----------------------------- | --- |  |
| Alleanza Monarchica                           | AM     | monarchistisch, konservativ                | Franco Ceccarelli             | Allianz mit Democrazia Cristiana |  |
| Alternativa Popolare                          | AP     | christdemokratisch                         | Paolo Alli                    | AP entstand als Nachfolger aus dem Nuovo Centrodestra, Wahlbündnis Civica Popolare (2018)                                                                 |  |
| CasaPound Italia                              | CPI    | nationalistisch, neofaschistisch           | Simone Di Stefano             | |  |
| Democrazia Solidale                           | DemoS  | christdemokratisch, linkskatholisch        | Lorenzo Dellai                | Wahlbündnis Civica Popolare (2018), Mitte-links-Koalition                                                                                                 |  |
| Federazione dei Liberali                      | FdL    | liberal                                    | Raffaello Morelli             | politisches Erbe des PLI; als Mitglied des Weltverbandes Liberale Internationale unterstützte die Partei bis 2008 die Mitte-links-Koalition Romano Prodis |  |
| Fiamma Tricolore                              | MS-FT  | nationalistisch, neofaschistisch           | Attilio Carelli               | Koalition Italia agli Italiani (2018) |  |
| Forza Nuova                                   | FN     | nationalistisch, neofaschistisch           | Roberto Fiore                 | Koalition Italia agli Italiani (2018) |  |
| Fronte Nazionale                              | FN     | neofaschistisch, nationalistisch           | Adriano Tilgher               | bis 2006 Allianz mit der Alternativa Sociale von Alessandra Mussolini und sporadische Kollaboration mit Berlusconis Mitte-rechts-Bündnissen               |  |
| Il Popolo della Famiglia                      | PdF    | katholisch-konservativ                     | Mario Adinolfi                | |  |
| Identità e Azione                             | IDeA   | christdemokratisch, liberalkonservativ     | Gaetano Quagliariello         | |  |
| Italia dei Valori                             | IdV    | populistisch, liberal, zentristisch        | Ignazio Messina               | Wahlbündnis Civica Popolare (2018), Mitte-links-Koalition                                                                                                 |  |
| Movimento Fascismo e Libertà                  | MFL    | faschistisch, nationalsozialistisch        | Carlo Gariglio                | |  |
| Movimento Idea Sociale                        | MIS    | neofaschistisch, antikapitalistisch        | Raffaele Bruno                | Abspaltung von der Fiamma Tricolore |  |
| No Euro                                       |        | populistisch, EU-skeptisch                 | Renzo Rabellino               | |  |
| Nuovo MSI                                     |        | neofaschistisch                            | Gaetano Saya                  | |  |
| Nuovo PSI                                     | NPSI   | liberal-sozialistisch                      | Stefano Caldoro               | Allianz mit Forza Italia, Mitte-rechts-Koalition |  |
| Partito Animalista Italiano                   | PAI    | tierschutzpolitik, tierrechtspolitik       | Cristiano Ceriello            | |  |
| Partito Comunista dei Lavoratori              | PCL    | marxistisch-trotzkistisch                  | Marco Ferrando                | Koalition Per una Sinistra Rivoluzionaria (2018) |  |
| Partito Comunista Internazionalista           | PCInt  | kommunistisch, internationalistisch        |                               | |  |
| Partito Comunista Italiano                    | PCI    | kommunistisch                              | Mauro Alboresi                | |  |
| Partito Comunista Italiano Marxista-Leninista | PCIM-L | marxistisch-leninistisch                   | Domenico Savio                | |  |
| Partito della Rifondazione Comunista          | PRC    | kommunistisch                              | Maurizio Acerbo               | |  |
| Partito di Alternativa Comunista              | PdAC   | marxistisch-trotzkistisch                  | Francesco Ricci               | |  |
| Partito Liberale Italiano                     | PLI    | liberal                                    | Stefano De Luca               | Allianz mit Lega Nord (2018), Mitte-rechts-Koalition |  |
| Partito Marxista Leninista Italiano           | PMLI   | marxistisch-leninistisch, maoistisch       | Giovanni Scuderi              | |  |
| Partito Pensionati                            | PP     | Interessenpartei                           | Carlo Fatuzzo                 | Allianz mit Forza Italia, Mitte-rechts-Koalition |  |
| Partito Pirata Italiano                       | PPIT   | Piratenbewegung                            | Maria Rosaria lo Muzio        | |  |
| Partito Repubblicano Italiano                 | PRI    | liberal                                    | Francesco Nucara              | Allianz mit Alleanza Liberalpopolare - Autonomie (2018)                                                                                                   |  |
| Partito Socialista Italiano                   | PSI    | sozialdemokratisch                         | Riccardo Nencini              | Wahlbündnis Insieme (2018), Mitte-links-Koalition |  |
| Pensionati Uniti                              | FIPU   | Interessenpartei                           | Filippo De Jorio              | |  |
| Possibile                                     | POS    | sozialdemokratisch, sozialliberal          | Beatrice Brignone             | Koalition Liberi e Uguali (2018) |  |
| S.O.S. Italia                                 |        | konservativ, rechtspopulistisch            | Diego Volpe Pasini            | |  |
| Volt Italia                                   | Volt   | Europäischer Föderalismus, Progressivismus | Andi Shehu und Federica Vinci | Teil des paneuropäischen Verbund Volt Europa |  |

## Regionalparteien
| Name                                       | Ausrichtung                                                    | Vorsitzender                                    | Anmerkungen                  |
| ------------------------------------------ | -------------------------------------------------------------- | ----------------------------------------------- | ---------------------------- |
| Aostatal                                   |                                                                |                                                 |                              |
| Autonomie Liberté Démocratie               | autonomistisch, sozialdemokratisch                             | Roberto Nicco und Antonio Fosson                |                              |
| Fédération Autonomiste                     | autonomistisch                                                 | Maria Cristina Vasini                           |                              |
| Renouveau Valdôtain                        | autonomistisch, föderalistisch                                 | Carlo Perrin                                    |                              |
| Stella Alpina                              | autonomistisch                                                 | Rudi Marguerettaz                               |                              |
| Union Valdôtaine                           | autonomistisch                                                 | Guido Césal                                     |                              |
| Vallée d'Aoste Vive                        | autonomistisch, föderalistisch                                 | Roberto Louvin                                  |                              |
| Piemont                                    |                                                                |                                                 |                              |
| Verdi Verdi                                | ökologisch, liberal                                            | Maurizio Lupi                                   |                              |
| Lombardei                                  |                                                                |                                                 |                              |
| Lega per l’Autonomia – Alleanza Lombarda   | autonomistisch                                                 | Elidio De Paoli                                 |                              |
| Popolari Retici                            | autonomistisch                                                 | Eugenio Tarabini                                |                              |
| Südtirol                                   |                                                                |                                                 |                              |
| Team K                                     | sozial-liberal, ökologisch                                     | Paul Köllensperger                              |                              |
| Demokratische Partei Südtirol              | autonomistisch, ökologisch, linksgerichtet                     | Roland Girardi                                  | Teil der Partito Democratico |
| Die Freiheitlichen                         | autonomistisch, liberal                                        | Andreas Leiter Reber                            |                              |
| Moviment Politich Ladins                   | Schutz der Ladiner                                             |                                                 |                              |
| Süd-Tiroler Freiheit                       | autonomistisch                                                 | Eva Klotz                                       |                              |
| Südtiroler Volkspartei                     | christdemokratisch, föderalistisch-autonomistisch              | Philipp Achammer                                |                              |
| BürgerUnion für Südtirol                   | autonomistisch                                                 | Andreas Pöder                                   |                              |
| Unitalia                                   | anti-autonomistisch, neofaschistisch, nationalistisch          | Donato Seppi                                    |                              |
| Verdi Grüne Vërc                           | ökologisch                                                     | Marlene Pernstich, Felix von Wohlgemuth         |                              |
| Venezien                                   |                                                                |                                                 |                              |
| Liga Veneta Repubblica                     | autonomistisch, föderalistisch                                 | Fabrizio Comencini                              |                              |
| Progetto NordEst                           | autonomistisch, föderalistisch                                 | Mariangelo Foggiato                             |                              |
| Friaul-Julisch Venetien                    |                                                                |                                                 |                              |
| Lista per Trieste                          | autonomistisch                                                 |                                                 |                              |
| Slovenska Skupnost                         | Schutz der slowenischen Minderheit                             | Drago Štoka                                     |                              |
| Ligurien                                   |                                                                |                                                 |                              |
| Movimento Indipendentista Ligure           | sezessionistisch                                               | Franco Bampi                                    |                              |
| Sizilien                                   |                                                                |                                                 |                              |
| Movimento per le Autonomie                 | regionalistisch, autonomistisch (Sizilien), christdemokratisch | Raffaele Lombardo                               |                              |
| Cantiere Popolare                          | regionalistisch, christdemokratisch                            | Francesco Saverio Romano                        |                              |
| Movimento per l’Indipendenza della Sicilia | sezessionistisch                                               | Sebastiano Rapisarda                            |                              |
| Nuova Sicilia                              | autonomistisch, föderalistisch, liberalsozialistisch           | Bartolo Pellegrino                              |                              |
| Partito del Popolo Siciliano               |                                                                |                                                 |                              |
| Sardinien                                  |                                                                |                                                 |                              |
| A Manca pro s’Indipendenzia                | autonomistisch, sozialistisch                                  | Bruno Bellomonte, Giovanni Medde und Erik Madau |                              |
| Fortza Paris                               | autonomistisch                                                 |                                                 |                              |
| Indipendèntzia Repùbrica de Sardigna       | sezessionistisch                                               | Gavino Sale                                     |                              |
| Partito Sardo d’Azione                     | sezessionistisch                                               | Efisio Trincas                                  |                              |
| Riformatori Sardi                          | autonomistisch, christdemokratisch, liberal                    | Michele Cossa und Massimo Fantola               |                              |
| Sardigna Natzione Indipendentzia           | sezessionistisch, internationalistisch, ökologisch             | Bustianu Cumpostu                               |                              |

## Wählervereinigungen im Ausland
| Name                                      | Ausrichtung | Vorsitzender        | Anmerkungen                     |
| ----------------------------------------- | ----------- | ------------------- | ------------------------------- |
| Associazioni Italiane in Sud America      | –           | Luigi Pallaro       | Wählervereinigung in Südamerika |
| Movimento Associativo Italiani all’Estero | –           | Ricardo Merlo       | Wählervereinigung in Südamerika |
| Unione Sudamericana Emigrati Italiani     | –           | Eugenio Sangregorio | Wählervereinigung in Südamerika |

## Historische Parteien
| Name                                    | Kürzel | Ausrichtung                             | letzter Vorsitzender   | Anmerkungen                                                                                                  |
| --------------------------------------- | ------ | --------------------------------------- | ---------------------- | --- |
| Partito Popolare Italiano               | PPI    | christdemokratisch                      | Luigi Sturzo           | Nachfolgepartei ist Democrazia Cristiana.                                                                    |
| Partito Nazionale Fascista              | PNF    | faschistisch                            | Benito Mussolini       | Die Partei ist die einzige Partei Italiens, deren Neugründung ausdrücklich von der Verfassung untersagt ist. |
| Partito d’Azione                        | Pd’A   | republikanisch, antifaschistisch        |                        | |
| Democrazia Cristiana                    | DC     | christdemokratisch, antikommunistisch   | Mino Martinazzoli      | Nachfolgeparteien sind Partito Popolare Italiano und Centro Cristiano Democratico.                           |
| Partito Comunista Italiano              | PCI    | kommunistisch                           | Achille Occhetto       | Nachfolgeparteien sind Partito Democratico della Sinistra und Partito della Rifondazione Comunista.          |
| Partito Socialista Italiano             | PSI    | sozialdemokratisch                      | Bettino Craxi          | Nachfolgepartei ist Socialisti Italiani.                                                                     |
| Partito Liberale Italiano               | PLI    | liberal                                 | Raffaele Costa         | Nachfolgeparteien sind Federazione dei Liberali Italiani und Unione di Centro.                               |
| Movimento Sociale Italiano              | MSI    | neofaschistisch                         | Gianfranco Fini        | Nachfolgeparteien sind Alleanza Nazionale und Fiamma Tricolore.                                              |
| Partito Socialista Democratico Italiano | PSDI   | sozialdemokratisch, reformistisch       | Gian Franco Schietroma | Nachfolgeparteien sind Socialisti Democratici Italiani und PSDI-Socialdemocrazia                             |
| Socialisti Italiani                     | SI     | sozialdemokratisch                      | Enrico Boselli         | ging in der Socialisti Democratici Italiani auf                                                              |
| Unione di Centro                        | UdC    | liberal                                 | Raffaele Costa         | ging in Forza Italia auf                                                                                     |
| Partito Popolare Italiano               | PPI    | christdemokratisch                      | Pierluigi Castagnetti  | ging in der Democrazia è Libertà – La Margherita auf                                                         |
| Rinnovamento Italiano                   | RI     | liberaldemokratisch                     | Lamberto Dini          | ging in der Democrazia è Libertà – La Margherita auf                                                         |
| I Democratici                           |        | liberaldemokratisch                     | Francesco Rutelli      | ging in der Democrazia è Libertà – La Margherita auf                                                         |
| Centro Cristiano Democratico            | CCD    | christdemokratisch                      | Pierferdinando Casini  | ging in der Unione dei Democratici Cristiani e di Centro auf                                                 |
| Cristiani Democratici Uniti             | CDU    | christdemokratisch                      | Rocco Buttiglione      | Abspaltung des Partito Popolare Italiano, ging in der Unione dei Democratici Cristiani e di Centro auf       |
| Democrazia Europea                      | DE     | christdemokratisch                      | Sergio D’Antoni        | ging in der Unione dei Democratici Cristiani e di Centro auf                                                 |
| Democratici di Sinistra                 | DS     | sozialdemokratisch                      | Piero Fassino          | ging in der Partito Democratico auf                                                                          |
| Democrazia è Libertà – La Margherita    | DL     | liberaldemokratisch                     | Francesco Rutelli      | ging in der Partito Democratico auf                                                                          |
| Socialisti Democratici Italiani         | SDI    | sozialdemokratisch                      | Enrico Boselli         | Nachfolgepartei ist Partito Socialista Italiano.                                                             |
| Forza Italia                            | FI     | rechtsliberal                           | Silvio Berlusconi      | ging in der Il Popolo della Libertà auf                                                                      |
| Alleanza Nazionale                      | AN     | nationalistisch, rechtspopulistisch     | Gianfranco Fini        | ging in der Il Popolo della Libertà auf                                                                      |
| Il Popolo della Libertà                 | PdL    | rechtsliberal, christdemokratisch       | Silvio Berlusconi      | Nachfolgeparteien sind Forza Italia und Nuovo Centrodestra.                                                  |
| Sinistra Democratica                    | SD     | sozialdemokratisch                      | Claudio Fava           | ging in der Sinistra Ecologia Libertà auf                                                                    |
| Sinistra Critica                        | SC     | marxistisch-trotzkistisch, feministisch | Flavia D'Angeli        | |
| Futuro e Libertà per l’Italia           | FLI    | liberal                                 | Gianfranco Fini        | Abspaltung von Il Popolo della Libertà                                                                       |
| Popolari UDEUR                          | UDEUR  | christdemokratisch                      | Clemente Mastella      | ging in der Forza Italia auf                                                                                 |
| Alleanza per l’Italia                   | ApI    | liberal                                 | Francesco Rutelli      | Abspaltung von Partito Democratico                                                                           |
| Partito dei Comunisti Italiani          | PdCI   | kommunistisch                           | Cesare Procaccini      | Nachfolgepartei ist Partito Comunista Italiano.                                                              |
| Sinistra Ecologia Libertà               | SEL    | links-ökologisch                        | Nichi Vendola          | ging in der Sinistra Italiana auf                                                                            |
| La Destra                               | LD     | nationalistisch                         | Francesco Storace      | Abspaltung von Alleanza Nazionale, ging in der Movimento Nazionale per la Sovranità auf                      |
| Nuovo Centrodestra                      | NCD    | christdemokratisch, christlichsozial    | Angelino Alfano        | Nachfolgepartei ist Alternativa Popolare                                                                     |
| Scelta Civica                           | SC     | zentristisch, liberal, pro-EU           | Enrico Zanetti         | Wahlbündnis Noi con l’Italia (2018), Mitte-rechts-Koalition                                                  |
| Alleanza Liberalpopolare - Autonomie    | ALA    | liberal                                 | Denis Verdini          | Allianz mit Partito Repubblicano Italiano (2018)                                                             |
| Movimento Nazionale per la Sovranità    | MNS    | nationalkonservativ                     | Roberto Menia          | Zusammenschluss von La Destra und Azione Nazionale, ging in der Fratelli d’Italia auf                        |
| Federazione dei Verdi                   | FdV    | grüne Politik, öko-sozialistisch        | Angelo Bonelli         | Fusion mit Europa Verde (2021)                                                                               |